# Израильско-мадагаскарские отношения
Израильско-мадагаскарские отношения — настоящие и исторические международные дипломатические, политические, экономические, военные, культурные и прочие отношения между Государством Израиль и Республикой Мадагаскар.
До разрыва дипотношений в 1973 году у Израиля было посольство в Антананариву, а у Мадагаскара было посольство в Тель-Авиве. В настоящее время израильский посол в ЮАР аккредитован на Мадагаскар, а посол Мадагаскара в Париже аккредитован на Израиль.

## История
Двусторонние отношения были официально установлены в 1960 году после того, как Мадагаскар получил независимость от Франции. В 1961 году президент Филибер Циранана посетил Израиль с официальным визитом.
В мае-июне 1966 года в рамках израильского проекта по улучшению отношений с африканскими странами, премьер-министр Леви Эшколь и глава МИД Голда Меир отправились в трёхнедельное турне по континенту, посетив в том числе и Мадагаскар.
В мае 1967 года вице-президент Мадагаскара Calvin Tsiebo посетил Израиль с официальным визитом. Его принимал глава правительства Леви Эшколь.
В 1973 году после войны Судного дня, как и многие страны Чёрной Африки под давлением арабских стран, Мадагаскар разорвал отношения с Израилем. Отношения были восстановлены в 1994 году.
В 2017 году после вспышки чумы, Израиль направил на Мадагаскар груз гуманитарной помощи: медикаменты и медицинское оборудование.
В сентябре 2020 года правительство Мадагаскара инициировало создание парламентской фракции союзников Израиля. Новая фракция присоединится к международной сети произраильских фракций Фонда союзников Израиля (IAF).

## Евреи на Мадагаскаре
Некоторые местные жители на Мадагаскаре полагают, что их остров сыграл важную роль в поставке материалов для строительства храма царя Соломона, описанного в Торе.
Первые следы присутствия евреев на Мадагаскаре датируются VII веком, когда остров посещали арабские купцы-мореплаватели, а также началом XVI века, когда принудительно перешедшие из иудаизма в христианство португальские моряки основывали на острове торговые форты.
Перед Второй мировой войной в Польше возник политический лозунг «Евреев на Мадагаскар!», с которым националисты предлагали депортировать вначале около 50 000, а затем и всех остальных польских евреев на Мадагаскар.
В Третьем рейхе разрабатывался т. н. «Мадагаскарский план», согласно которому все европейские евреи должны были быть депортированы на остров Мадагаскар. Запущенный 3 июня 1941 года, план должен был стать альтернативой «Окончательного решения»: ожидалось, что многие евреи погибнут по дороге, умрут от болезней или будут убиты на разных стадиях транспортировки без внимания и международной огласки. План не был приведён в действие.
В июне 2016 года СМИ сообщили о группе из 121 мадагаскарца, которые перешли в иудаизм, молятся на иврите с сефардским акцентом, соблюдают субботу и все иудаистские праздники. У общины нет денег на постройку синагоги или миквы; средства планируют собрать в США и других странах с частных пожертвований.

## Галерея

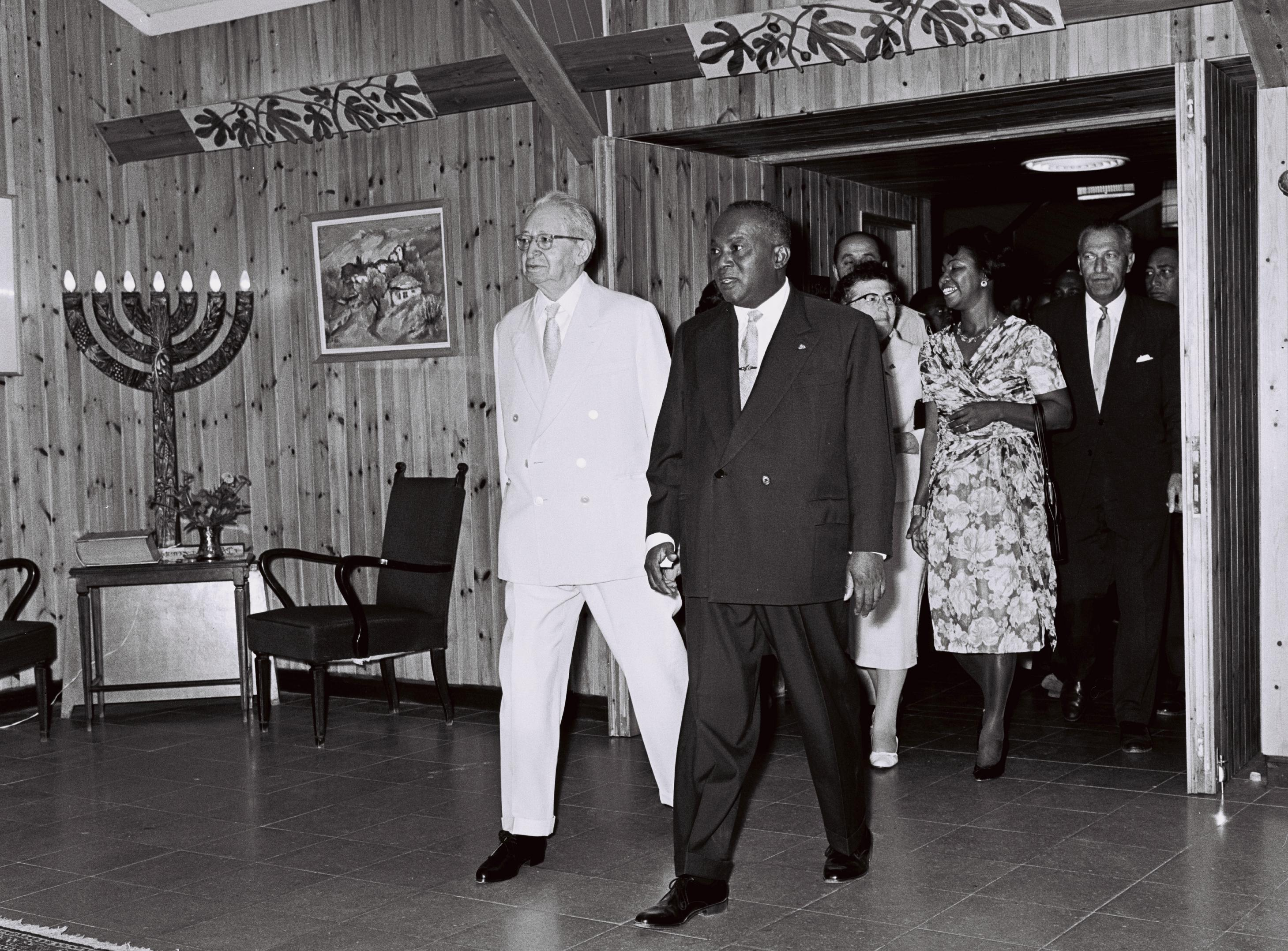
Израильский президент Ицхак Бен-Цви с супругой приветствуют мадагаскарского президента Филибера Циранану в своей резиденции, Бейт а-Наси, Иерусалим, 22 августа 1961 года
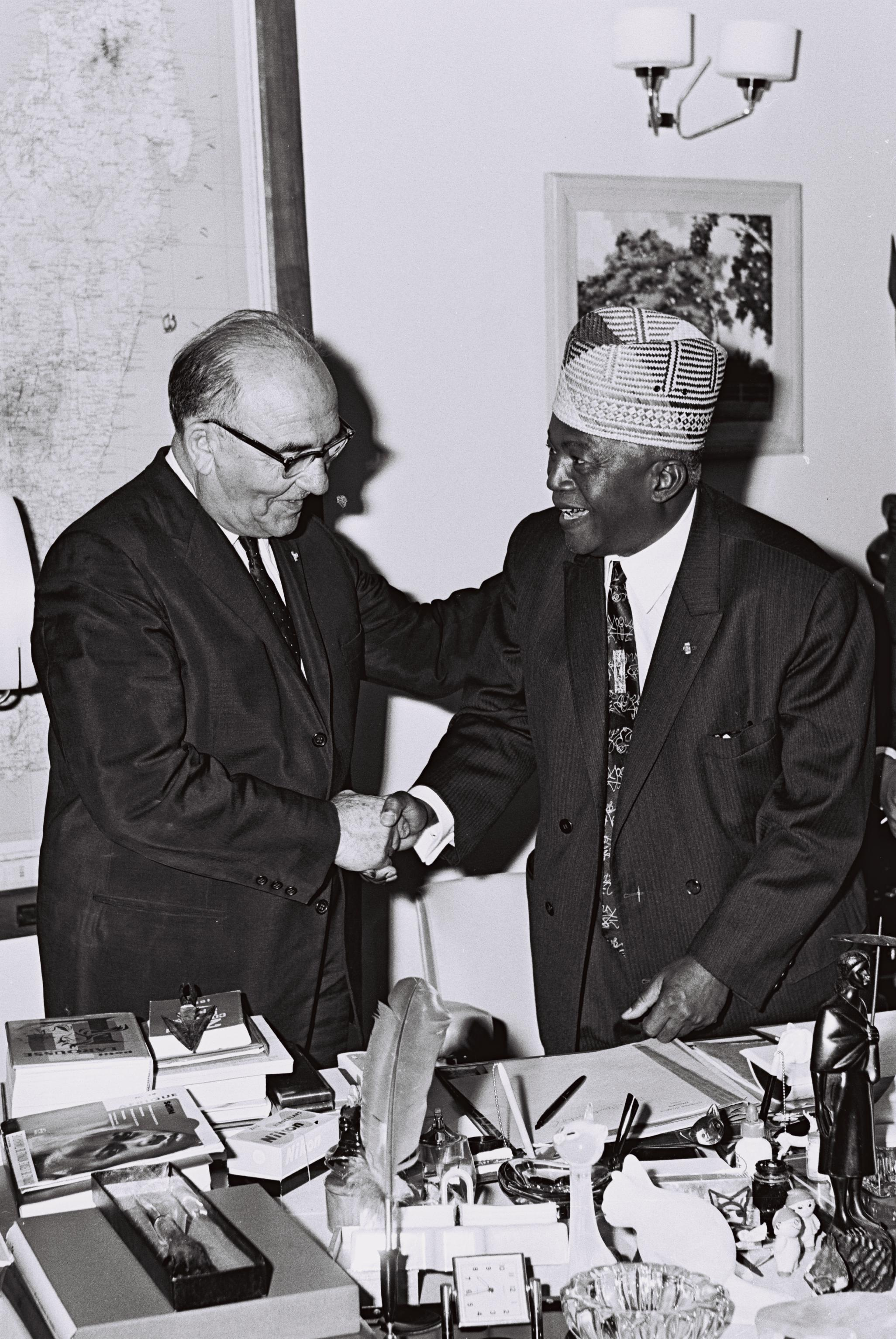
Президент Мадагаскара Филибер Циранана и премьер-министр Израиля Леви Эшколь, 11 июня 1966 года
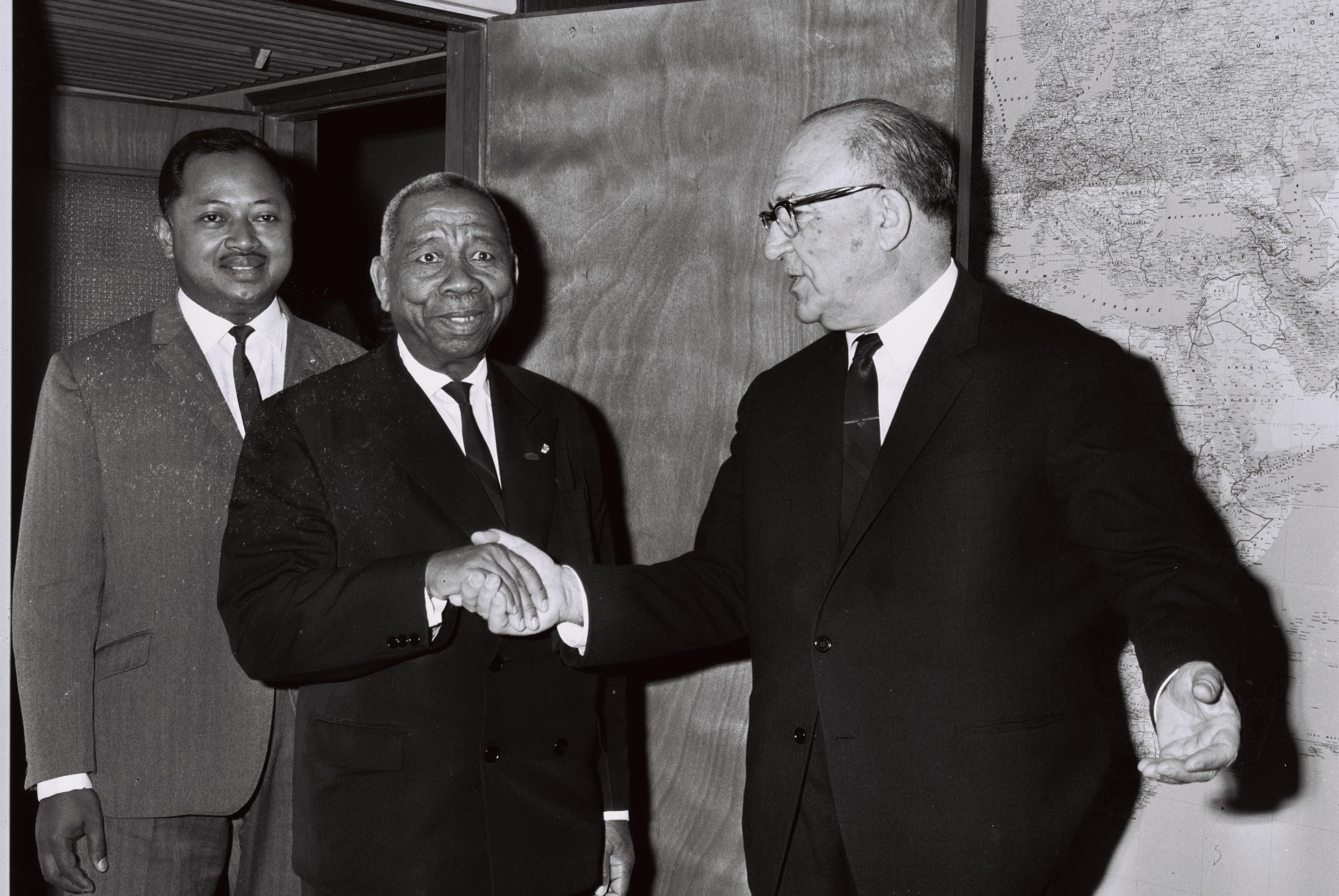
Вице-президент Мадагаскара Calvin Tsiebo[нидерл.] и мадагаскарский посол в Израиле Jules Razafinbahiny на встрече с премьер-министром Леви Эшколем в Иерусалиме, 10 мая 1967 года